# Коптяев, Алексей Николаевич
Алексей Николаевич Коптяев (род. 15 июля 1985, Ленинград) — российский хоккеист, центральный нападающий.

## Биография
Воспитанник петербургского хоккея. Начинал играть в сезоне 2000/01 в «СКА-2». В сезонах 2003/04 — 2004/05 провёл 49 матчей в Суперлиге в составе СКА. Играл в командах высшей и первой российских лиг за «Спартак» (СПб) (2005/06 — 2006/07), «Липецк» (2006/07 — 2007/08), «Кристалл» Саратов (2007/08), «Титан» Клин (2008/09 — 2009/10). Играл в чемпионате Казахстана за клубы «Казахмыс» (2010/11), «Горняк» Рудный (2011/12 — 2014/15, 2019/20 — 2020/21), «Кулагер» (2015/16 — 2017/18).
Тренер в «Кулагере» в сезоне 2021/22.